# ロベール3世・ド・ラ・マルク
ロベール3世・ド・ラ・マルク（Robert III de La Marck, 1491年 - 1536年12月21日）は、フロランジュ領主、フランス元帥で歴史家。「若き冒険家」と自称し、ルイ12世の晩年におけるフランソワ1世の親しい仲間の一人であり、フランソワ1世が王位に就いた後も親密な関係を保ち続けた。ロベール3世はフランソワ1世のイタリア遠征においてパヴィアで捕らえられ、投獄中に自分史を書いた。解放されるとイタリア戦争に復帰し、1536年にペロンヌの防衛に従軍した。父親の死を知るとアンボワーズに向かったが、病気に見舞われ1536年末にロンジュモーで死去した。

## 生涯
ロベール3世は1491年にアルデンヌのスダンにおいて、ブイヨン公、スダンおよびフロランジュ領主ロベール2世・ド・ラ・マルクとカトリーヌ・ド・クロイの息子として生まれた。
幼い頃より軍事演習に対し熱意を示し、10歳のときにロベールはルイ12世の宮廷に送られ、アングレーム伯フランソワ（後のフランソワ1世）の担当に任命された。1510年にアンボワーズ枢機卿の姪ギュメット・ド・サールブリュックと結婚したが、3か月後に家を出てミラノのフランス軍に入隊した。ロベールは少数の軍を率いてヴェローナに身を投じ、その後ヴェネツィア人に包囲された。しかし包囲戦は長引き、より積極的な軍事行動を待ちきれずに軍に復帰した。その後、教皇ユリウス2世の軍隊に包囲されたミランドラの救援や遠征のその他の戦闘に参加した。
1512年、フランス軍がイタリアから追われる中、ロベールは1万人の兵を徴集するためにフランドルに派遣され、父ロベール2世の指揮のもと兵とともに1513年にイタリアに戻り、アレッサンドリアを占領し、ノヴァーラを激しく攻撃した。しかしフランス軍は敗北し、ロベールは40以上の傷を負いながらも九死に一生を得た。ロベール3世は父親によって救出され、ヴェルチェッリに送られ、そこからリヨンに送られた。
1515年にフランソワ1世とともにイタリアに戻ったロベールは、さまざまな面で頭角を現し、特にメレニャーノでは馬を撃たれたが、フランス軍の勝利に大きく貢献したため、フランソワ1世は自らの手でロベール3世を騎士に叙した。次にロベール3世はクレモナに行き、そこで父親の病気の知らせを受けて家に呼び戻された。1519年、ロベール3世はフランソワ1世に賛成票を投じるよう選帝侯らを誘導するという困難な任務のためドイツに派遣されたが、失敗に終わった。イタリアでの戦争が再燃し、ロベール3世はフランソワ1世に同行し、パヴィアで戦い（1525年）において王とともに捕虜となった。皇帝は父ロベール2世の亡命に業を煮やし、ロベール3世をフランドルに幽閉し、ロベール3世はそこで数年間留まることとなった。
ロベール3世はこの投獄中にフランス元帥に任命された。この「余暇」を利用して、『Histoire des choses mémorables advenues du règne de Louis XII et de François I, depuis 1499 jusqu'en l'an 1521（ルイ12世とフランソワ1世の記憶に残る冒険の歴史、1499年から1521年まで）』を執筆した。この作品において、ロベール3世は自身を「Jeune Adventureux（若き冒険家）」と名付けている。ロベール3世は、当時の多くの好奇心旺盛で興味深いものを詳細に、自らが見たものだけを非常にシンプルであるが鮮やかに書き記している。この本は1735年に修道院長ランベールにより初めて出版され、ランベールは歴史的および批判的な注記を付け加えた。後にこれは何度か再版されている。
ロベール3世の最後の活動は、1536年にナッサウ＝ブレダ伯ハインリヒ3世に包囲されたペロンヌの防衛であった。同年末、ロベール3世は父の死を聞き、アンボワーズからマルク家の領地に向けて出発した。しかしロベール3世はロンジュモーで病気にかかり、1536年12月に同地で亡くなった。

## 結婚と子女
ロベール3世はギュメット・ド・サールブリュックと結婚し、1男をもうけた。
- ロベール4世（1512年 - 1556年） - ブイヨン公、スダン公、フランス元帥